# غذر غجين (دربندرود)
غذر غجین (بالفارسية: گذرگجین) هي قرية تقع في إيران في قسم دربندرود الريفي. يقدر عدد سكانها بـ 1,224 نسمة .